# Sauerburg
Die Sauerburg ist die Ruine einer Höhenburg über dem in die Wisper einmündenden Tiefenbach im Taunus. Sie steht etwa vier Kilometer östlich von Kaub am Rhein nahe dem Ort Sauerthal im Rhein-Lahn-Kreis in Rheinland-Pfalz. Die Grenze nach Hessen liegt östlich der Burg in unmittelbarer Nähe.
Seit 2002 ist die Sauerburg Teil des UNESCO-Welterbes Oberes Mittelrheintal.

## Bewohner und Besitzer
Am 26. Februar 1355 erhielt Pfalzgraf Ruprecht I. vom Mainzer Erzbischof Gerlach von Nassau die Erlaubnis zum Bau einer Burg bei Suerburn, um sein Territorium gegen die Übergriffe der Raubritter von der nahe gelegenen Burg Waldeck schützen zu können. Die Genehmigung erfolgte offenbar im Nachhinein, denn bereits 1339 war die befestigte Anlage ein pfälzisches Lehen. Die Anlage war eine der letzten mittelalterlichen Burgenbauten am Rhein überhaupt. Sie wurde mehrfach wehrtechnisch auf den neuesten Stand der damaligen Technik gebracht, unter anderem durch den Einbau eines Rondells und einer kasemattierten Bastion.
1505 gab Pfalzgraf Philipp der Aufrichtige die Anlage als Erblehen an seinen Marschall Philipp von Kronberg. Durch Erbschaft gelangte sie 1618 an die Brömser aus Rüdesheim. Diese ließen die mittlerweile verfallene Burg wieder herrichten und mit der schon erwähnten Bastion modernisieren. Doch ihre Bemühungen hatten nicht lange Bestand, denn bereits 1668, als die Sauerburg durch Erbschaft an die Freiherrn von Metternich-Winneburg kam, war sie schon wieder in schlechtem Zustand.
1672 kam die Burg in Besitz der Reichsgrafen von Sickingen, eines Adelsgeschlechts, aus dem auch der berühmte Franz von Sickingen stammt, und deren letzter Nachfahr, ebenfalls Franz von Sickingen mit Namen, auf dem Friedhof von Sauerthal begraben liegt. Zum Zeitpunkt seines Todes im Jahr 1834 war die Burg längst eine Ruine, denn 1689 wurde der Bergfried im Pfälzischen Erbfolgekrieg von Truppen des französischen Königs Ludwig XIV. gesprengt und die Wohnhäuser der Burganlage niedergebrannt.
Es folgten häufige Besitzerwechsel, 1888 und 1907 sogar durch Zwangsversteigerung. Nachdem der Geheime Legationsrat von Loehr die Ruine auf diesem Weg erworben hatte, ließ er sie 1909–1912 durch den mit ihm verwandten Architekten Karl von Loehr teilweise wieder aufbauen. Auch heute befindet sich die Halbruine in Privatbesitz, kann aber für Veranstaltungen gebucht und in Anwesenheit des Verwalters auch besichtigt werden.
Im Jahr 1942 wurde die Burg von Franz Peter Mostert gekauft. In der Kapelle wurden Familienmitglieder des Hauses getauft, verheiratet und auch Trauerfeiern begangen. Gräber der Familie befinden sich im Burghof und im angrenzenden Burgfriedhof. 2003 erwarb das Unternehmen Vieso AG die Burg. Im Jahr 2004 wurde sie in ein hochwertiges Hotel mit wenigen Zimmern umgebaut. Die inneren Räume sind renoviert und im ursprünglichen Stil gestaltet. Seit 2009 ruht der Hotel- und Veranstaltungsbetrieb.
2020 wurde die Burg von einer Privatperson gekauft.

## Beschreibung

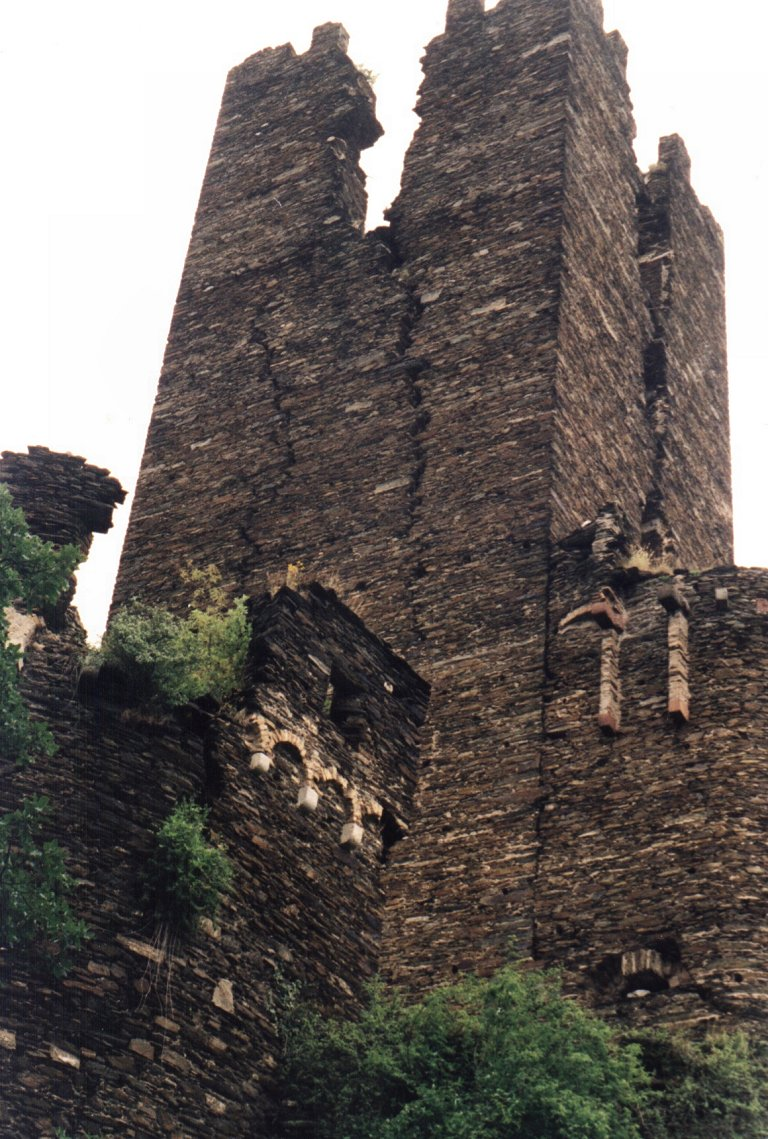
Bergfried

Die Kernburg wird von einem trapezförmigen Bering umschlossen, mit einem quadratischen Bergfried im Nordosten. Der 22 Meter hohe Turm umfasst sechs Geschosse; das Erdgeschoss diente als Verlies. Sämtliche Geschosse waren mit Kaminen ausgestattet.
An der Stelle des heutigen Wohnbaus stand früher ein dreigeschossiger Palas. Ein weiteres Wohngebäude an der Westseite ist heute verschwunden.
Der Kernburg südlich vorgelagert ist die etwa rechteckige Unterburg (erste Vorburg), die ebenfalls von einer gut erhaltenen Ringmauer umgeben ist.
Eine weitere, jüngere Vorburg mit dreieckigem Grundriss findet sich an der Ostseite des Komplexes. Gesichert durch einen verstärkten Torbau standen dort früher vornehmlich Wirtschaftsgebäude, die mittlerweile nicht mehr vorhanden sind. In der südöstlichen Ecke dieser zweiten Vorburg befindet sich die Burgkapelle. Vorgelagert ist ein Zwinger.
Im 16. und 17. Jahrhundert wurde das gesamte Gelände durch eine Bastion im Süden und ein Geschützrondell im Nordosten verstärkt.